# フジ算
『フジ算』（フジさん）とは、フジテレビで放送されたバラエティ番組。

## 概要
1人（組）の芸能人と1人の若手演出家（ディレクター、プロデューサーもしくはアシスタントディレクター（AD））の「掛け算」による、新しい時代の番組を創り出す企画。番組タイトルは“フジテレビらしい”計算を期待し、「フジ算」と名付けられた。
収録はフジテレビ球体展望室に設けられたスナック風のセットで行われ、女性アナウンサーが店員に扮し訪れたゲストに「フジ算メニュー」を紹介している。また、そのスナックの一室には企画を担当したディレクターが控えている。
制作された番組は公式ホームページで無料配信され、動画を見た視聴者が作品を評価することができる。
2010年9月に番組終了。この番組の中から成果をあげた若手芸人・ディレクターが中心となって出演・制作する新番組『ピカルの定理』が翌10月、火曜深夜に放送を開始した。

## 出演者
- ママ：西山喜久恵（フジテレビアナウンサー）
- ヘルプ：週替わりフジテレビ女子アナウンサー
- ゲスト（週替わり）

## 放送時間
- 月〜水曜 24:45 - 25:10（2010年4月12日 - 9月22日）

## 放送局
◎は月 - 水放送（新潟総合テレビは火 - 木曜）、○は週に1度の放送。
- フジテレビ ◎
- 仙台放送 ◎
- 新潟総合テレビ ◎
- 東海テレビ ○
- テレビ新広島 ◎
- テレビ西日本 ◎
- サガテレビ ◎

フジテレビ・仙台放送以外の◎の放送局は1週間遅れ（新潟総合テレビは8日遅れ、サガテレビは14日遅れ）、東海テレビは11日遅れの金曜深夜に週3回分をまとめて放送される。

## 放送履歴
- 4月12日の週に初登場　（ヘルプ：松村未央　ゲスト：久本雅美）
  - ピース × 木月洋介（『笑っていいとも!』D） = 「綾部先生と又吉先生」(8)
  - 椿鬼奴 × 河本晃典（『○○な話』D） = 「ロマン」(3)
  - 永野 × 双川正文（『みなさんのおかげでした』AP） = 「おしり百景」(4)
  - NON STYLE × 大江菊臣（『5LDK』D） = 「オゴッちゃいます!」(3)
  - COWCOW × 加藤智章（『エチカの鏡』D） = 「♂どんなんかな?」(5)
  - はるな愛 × 山本布美江（『○○な話』P） = 「トリプルベッド」(2)
  - 山里亮太 × 萬匠祐基（『VS嵐』チーフD） = 「実況プロジェクト」(3)
  - ◆レタス × 北山拓（『はねるのトびら』AD） = 「シャキシャキ」(2)

- 4月19日の週に初登場　（ヘルプ：松村未央　ゲスト：ビビる大木）
  - ジューシーズ × 古澤光広（『もしもツアーズ』D） = 「赤羽社長」(3)
  - おかもとまり × 宮崎鉄平（『笑っていいとも!』D） = 「まりタンヌーボ」(2)
  - ◆犬 × 堀川香奈（『ヘキサゴンⅡ』AD） = 「スターどっぐり?報告」(2)
  - ◆犬 × 高橋正尚（『笑っていいとも!』AD） = 「粗相犬レイちゃん」
  - ◆シャボン玉 × 吉田渉（『ネプリーグ』AD） = 「威風堂々」
  - カーリー × 武田誠司（『ペケポン』『ホンマでっか!?TV』チーフD） = 「オモチャの新しい遊び方講座」(2)

- 4月26日の週に初登場　（ヘルプ：生野陽子　ゲスト：MEGUMI）
  - もう中学生 × 福山晋司（『HEY!HEY!HEY!』D） = 「ためになること」(2)
  - ハリセンボン × 鈴木善貴（『ホンマでっか!?TV』D） = 「イケメンに聞いちゃうぞ!」
  - トータルテンボス × 松本祐紀（『5LDK』チーフD） = 「フレンズ」
  - アンタッチャブル山崎 × 中川将史（『みなさんのおかげでした』D） = 「オフのない男伝説」(2)
  - ◆パイプ椅子 × 角山僚祐（『レッドシアター』AD） = 「よみがえり」
  - バカリズム × 塩谷亮（『エチカの鏡』ゼネラルD） = 「ちょうちょ」

- 5月3日の週に初登場　（ヘルプ：生野陽子　ゲスト：ウエンツ瑛士）
  - かまいたち × 蜜谷浩弥（『大日本アカン警察』チーフD） = 「裸一貫で売り込む男」(2)
  - ◆素人（フジテレビ社内のスタッフ） × 安喜昌史（特別番組AD） = 「芸人青田買い」(2)
  - モンスターエンジン × 日置祐貴（『めちゃイケ』D） = 「神トーク」(3)
  - くまだまさし × 笹川正平（『ヘキサゴンⅡ』AD） = 「お悩み相談室」(2)

- 5月10日の週に初登場　（ヘルプ：加藤綾子　ゲスト：高田純次）
  - サバンナ × 島本亮（『ネプリーグ』D） = 「クセになる痛みシュラン」(2)

- 5月17日の週に初登場　（ヘルプ：加藤綾子　ゲスト：優木まおみ）
  - ダンディ坂野 × 浜崎綾（『新堂本兄弟』チーフD） = 「今日も僕はゲッツする。」
  - ハイキングウォーキング × 飯村徹郎（『アナ★バン!』チーフD） = 「Q あやまることはないですか?」(2)
  - エスパー伊東 × 東中川遼太（『めちゃイケ』AD） = 「売り込み」

- 5月24日の週に初登場　（ヘルプ：戸部洋子　ゲスト：茂木健一郎）
  - ブラックマヨネーズ × 木村剛（『ホンマでっか!?TV』D） ＝ 「イラッとさんいらっしゃい！」
  - ◆カップル × 吉田渉＜2作目＞ ＝ 「恋のチカラ」

- 5月31日の週に初登場　（ヘルプ：戸部洋子　ゲスト：テリー伊藤）
  - 銀シャリ × 鈴木善貴＜2作目＞ ＝ 「オーディション」(3)

- 6月7日の週　・・・　総集編（ヘルプ：松村未央、生野陽子　ゲスト：笑福亭鶴瓶）

FPO（BPOのパロディ）として登場したフジテレビの"重鎮"（港浩一、大多亮、福井謙二）が過去の作品を品評した。
※この週からテロップが16:9位置対応に変更された
- 6月14日の週に初登場　（ヘルプ：生野陽子　ゲスト：小森純）
  - ◆スーパースター（素人） × 山田賢太郎＜2作目＞ = 「もしも」

- 6月21日の週に初登場　（ヘルプ：松村未央　ゲスト：加藤晴彦、ローラ・チャン）
  - トータルテンボス × 松本祐紀＜共に2作目＞ = 「フジタ算 ～計算ずくのツッコミとは～」
  - 永野 × 双川正文＜共に2作目＞ = 「イタコダメ出し」

- 7月19日（7月20日未明）の週（ヘルプ：中村仁美、ゲスト：ヘキサゴンファミリー(島田紳助・misono・つるの剛士・上地雄輔・南明奈・FUJIWARA・アンガールズ・山田親太朗・岡田圭右(ますだおかだ)・崎本大海・品川庄司・波田陽区・矢口真里・里田まい）
FNS26時間テレビ2010直前スペシャル

※括弧内の数字は通算登場回数

※演出者側の担当番組は放送時点でのもの。

※◆印の企画は入社5年以内の社員が担当であるため、芸能人ではないものがテーマになっている。

## スタッフ
- 企画統括 - 片岡飛鳥
- 構成 - 小野高義
- TD - 高瀬義美
- SW - 宮崎健司
- CAM - 小出豊
- 音声 - 小清水健治
- VE - 山下悠介
- 照明 - 八木原伸治
- 美術制作 - 三竹寛典
- デザイン - 棈木陽次
- 美術進行 - 平山雄大
- 衣装 - 宮澤愛
- CG - 冨士川祐輔、鈴木鉄平
- HP - 村橋久宣
- 編集 - 菊地正吾
- MA - 鈴木久美子
- 音響効果 - 田中寿一
- 編成 - 佐々木渉
- 広報 - 為永佐知男
- デスク - 小坂井望江
- TK - 楮本真澄
- AD - 中沼竜太
- AP - 高橋味楓、藤井貴代美
- ディレクター - 双川正文、木月洋介、河本晃典、鈴木善貴
- プロデューサー - 明松功
- チーフプロデューサー - 小松純也
- 演出 - 金子傑
- 制作 - 港浩一
- 技術協力 - ニユーテレス、FLT、IMAGICA
- 制作 - フジテレビバラエティ制作センター
- フジテレビバラエティオールスタッフ
- 制作著作 - フジテレビ